# Chiesa di San Francesco (Popoli Terme)
La chiesa di San Francesco si trova a Popoli Terme, in provincia di Pescara, affacciata su piazza della Libertà.

## Storia
La prima fonte storica sulla chiesa risale al 1334 ed è rappresentata da una menzione nel catalogo di Paolino Minorita, che la inserisce all'interno della custodia aquilana. Originalmente il convento dei Francescani era fuori le mura, poi dal XVII secolo l'abitato di Popoli si spostò a valle, racchiudendo anche la chiesa francescana.
L'edificio ha subito nel tempo più interventi architettonici, il primo dei quali del 1480 ha interessato la zona inferiore della facciata in stile romanico, mentre la parte superiore barocca è stata restaurata tra il 1688 ed il 1689 a seguito di un terremoto. Per quanto riguarda il campanile, il primo piano riporta la data del 1480 sormontata dello stemma dei Cantelmo, signori di Popoli, che quindi si ipotizza abbiano finanziato l’opera. Il piano superiore riporta la data del 1688, mentre nella cupola risale al 1714.

## Architettura

### Esterno
La chiesa è caratterizzata da una facciata a blocchi di pietra, preceduta da una scalinata di otto gradini sulla quale dominano due leoni romanici.
La parte bassa ospita il portale romanico ad arco a tutto sesto, con strombature e modanature di colonne a tortiglione, ed un rosone rinascimentale. Il portale è stato eseguito, seguendo degli schemi tipici dell'architettura abruzzese romanica della fascia aquilana, è coevo di vari portali romanici della città dell'Aquila, nonché di altre chiese di centri vicini, come Manoppello e Tocco da Casauria. Molto elegante è la modanatura a tortiglione delle colonne che si raccordano, e i capitelli che si succedono dall'esterno verso l'interno dello stipite, a capo-foglia.

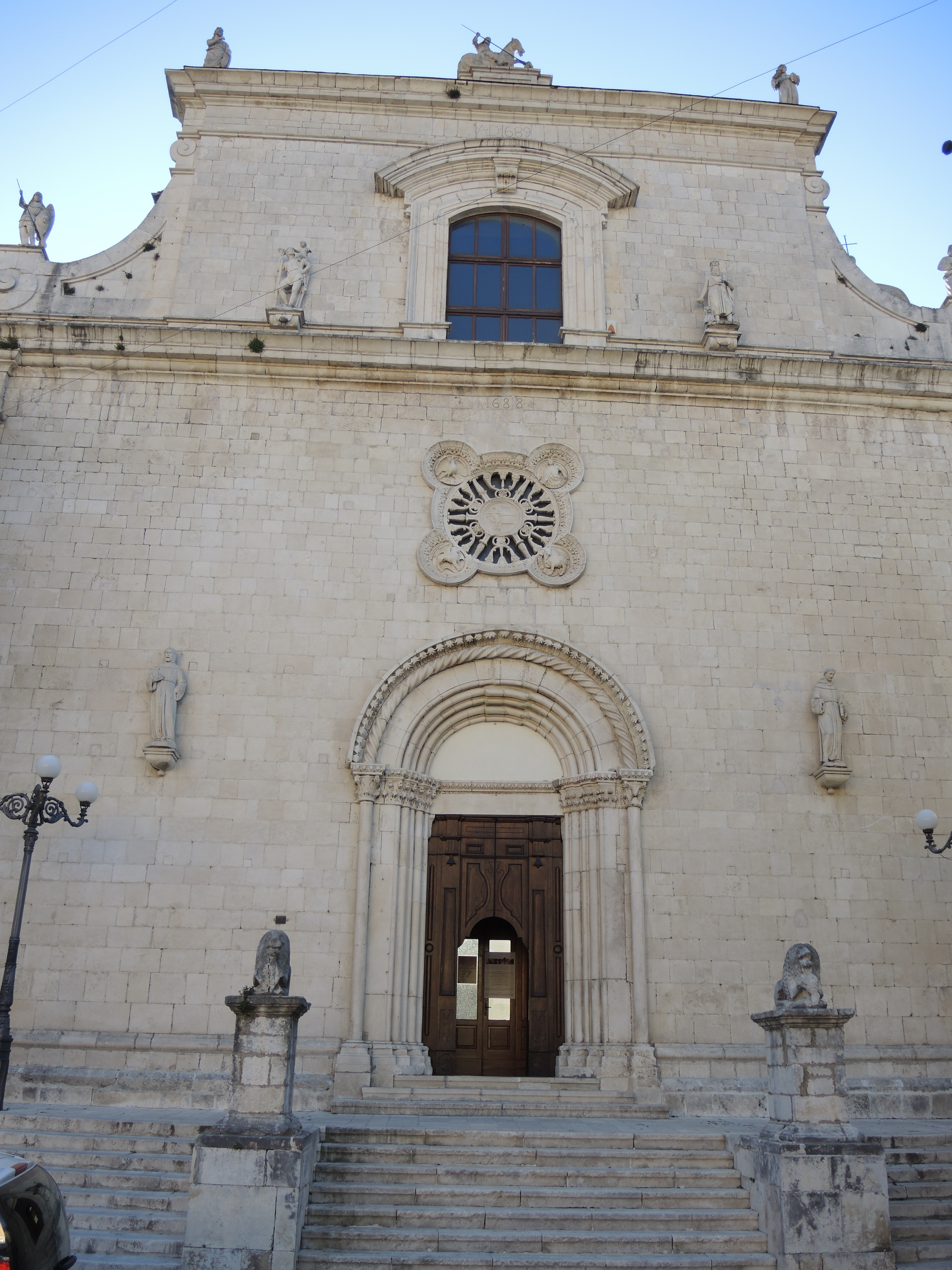
La facciata

Questa sezione romanica è limitata d paraste angolari, ed una cornice sporgente, aggiunte in epoca barocca; sopra il rosone infatti in asse troneggia un finestrone centrale rettangolare, d'epoca barocca.
Al di sopra di questa sezione si trova un secondo piano più stretto, raccordato al primo tramite volute laterali, costruita in epoca barocca.
Il rosone è di particolare pregio, un unicum nell'architettura tardo gotica abruzzese: si compone di una raggiera con ai quattro lati, dei piccoli cerchi che uniti tra loro compongono un quadrato; in rilievo in questi cerchi ci sono i Quattro Evangelisti con i loro simboli; al centro della raggiera c'è lo stemma dei Cantelmo con il leone rampante; la decorazione delle cornici di divisione di questi cerchi è data dal reimpiego del tralcio vegetale e ovoidale di tradizione corinzia.
La facciata è arricchita da nove statue, delle quali quella di San Giorgio a cavallo nell'atto di trafiggere il drago posta al centro in alto rappresenta un omaggio alla famiglia Cantelmo. Ai lati del portale si trovano le statue di San Francesco e Sant'Antonio di Padova, protettori della chiesa, ma anche San Michele e il Cristo. Il campanile laterale è altrettanto interessante, in pietra concia, a pianta quadrata, diviso in livelli da cornici, con la cella campanaria realizzata dopo il terremoto del 1706, in pietra lavorata, e cuspide a cipolla di terminazione, sulla scia dello stile napoletano.

### Interno

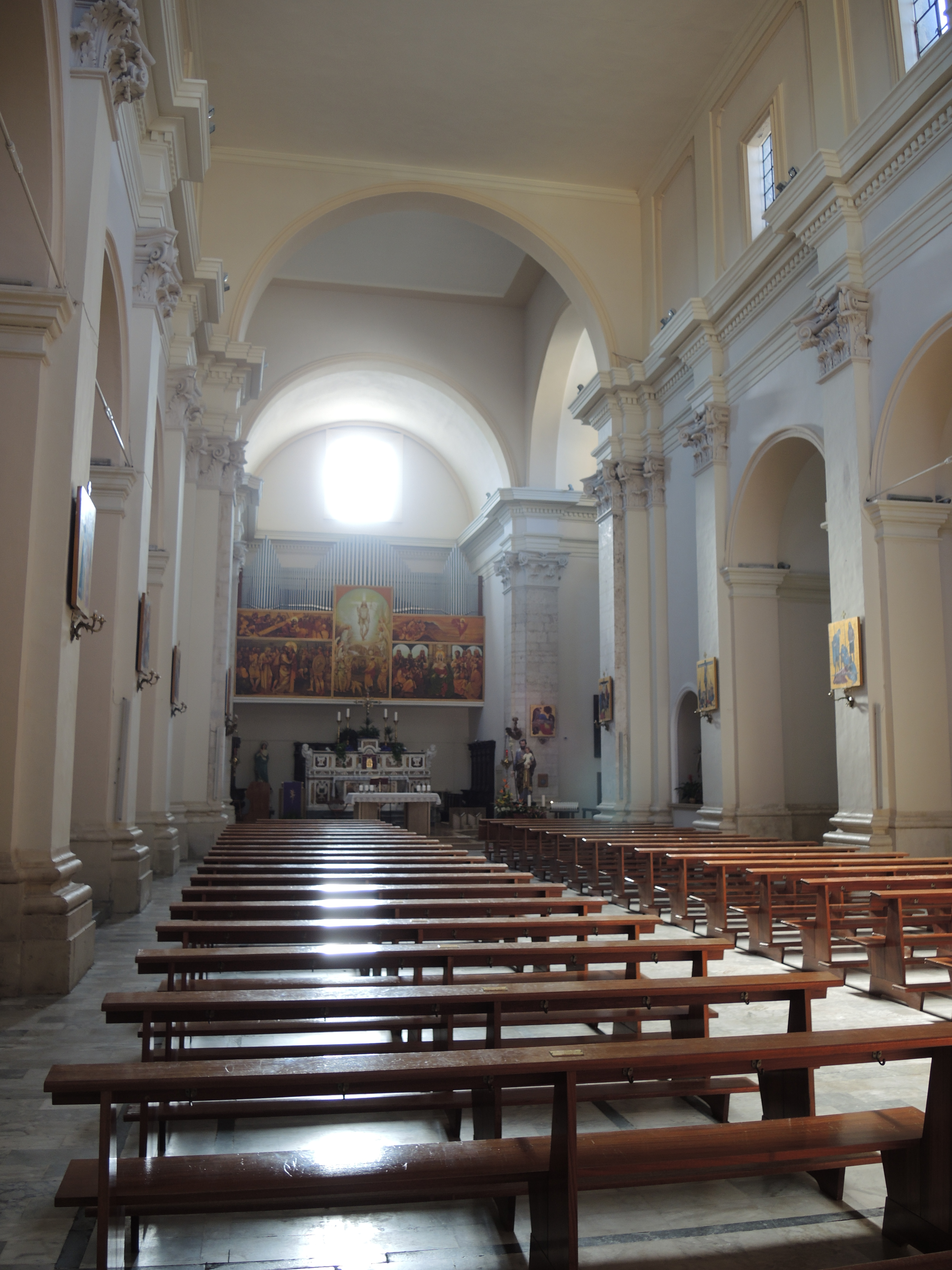
Interno

L'interno è a navata unica, intonacata di bianco, con volta a botte lunettata, e abside piano, con l'organo e l'altare maggiore; con quattro cappelle per lato; ha subito importanti restauri a seguito dei terremoti del 1915 e del 2009, perdendo l'antico aspetto.
L'altare in marmo barocco all'interno della cappella del transetto destro è stato realizzato nel 1742, ed ospita un affresco della Deposizione attribuito a Giovanni da Sulmona risalente al XV secolo. 

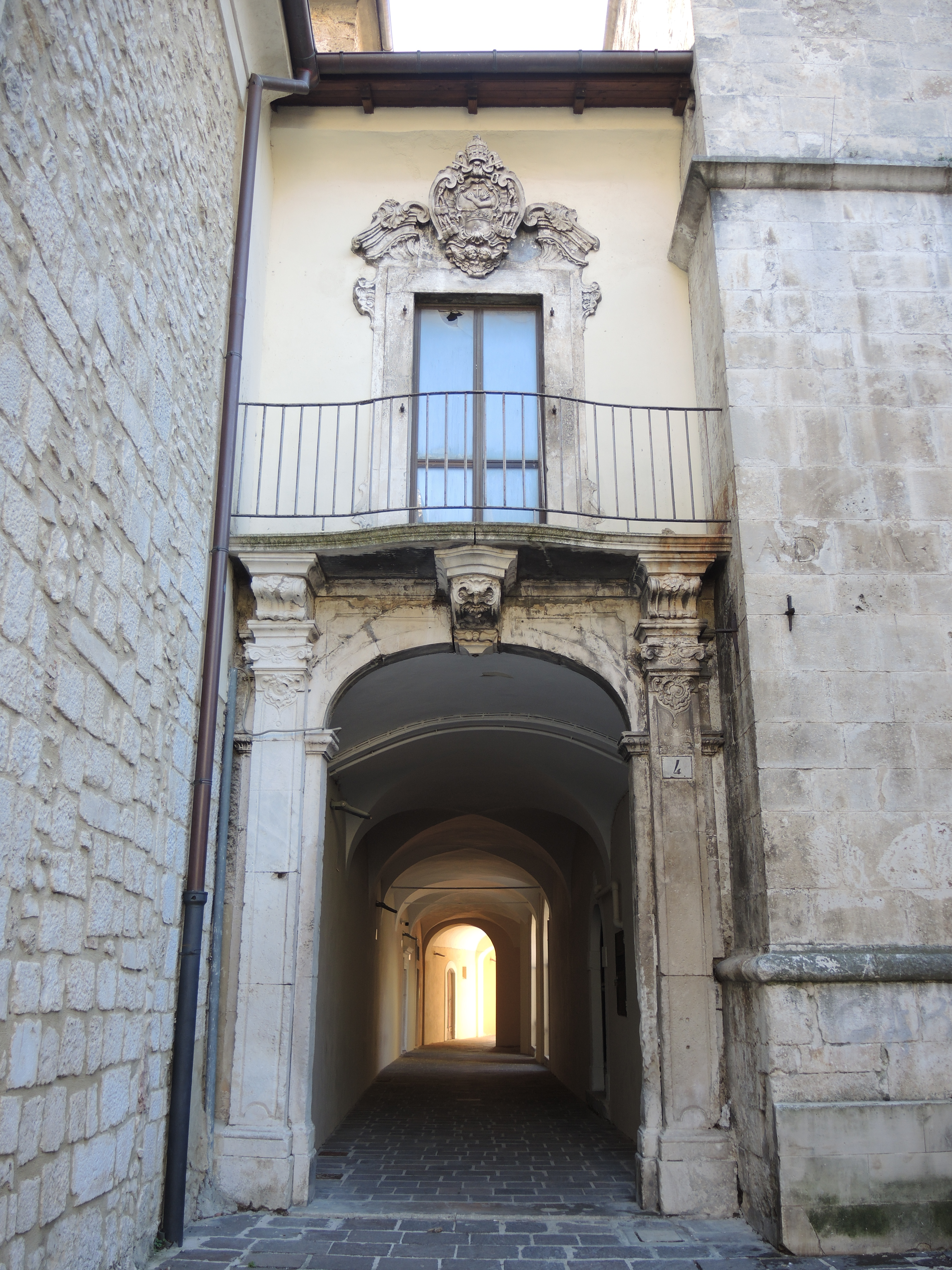
Arco monumentale di ingresso all'ex convento, da piazza della Libertà

A sinistra dell'altare si trova la cappella di San Francesco, che ospita è un paliotto in ceramica di Castelli, molto pregiato, realizzato da Francesco Antonio Saverio Grue. Ai piedi della composizione un quadro dell'Incoronata attribuito ad un discepolo del Sassoferrato.
La Cappella del SS. Sacramento ospita invece i membri della famiglia Cantelmo, come testimoniato dallo stemma che si trova sulla sommità del cancello in ferro.

## L'ex convento
L'ex convento è accessibile da un angolo di piazza della Libertà, seguendo via Repubblica, ed è compreso tra via Pillo e piazzale della Pietà. Il convento fu attivo sino ai primi dell'800, quando fu soppresso e adibito a vari usi; quando negli anni '30 furono costruite le scuole elementari, il convento divenne sede di un cinematografo, fino agli anni '80, per poi essere adibito ad altri usi. Non si conserva integralmente, ma solo un'ala laterale, che si affaccia sul piazzale, antico chiostro porticato con pozzo. Monumentale è l'ingresso al fianco della facciata della chiesa, con arco sovrastato da una chiave di volta con lo stemma dell'Ordine di San Francesco, e un mascherone dall'aspetto mostruoso, in pietra scolpita. L'arco introduce a una parte del chiostro porticato, voltato a crociera, con colonne e archi, detto volgarmente "il corridoio", che immette al refettorio, l'ala maggiore conservata del convento, che fu adibita a scuola e poi cinematografo.

## Galleria d'immagini

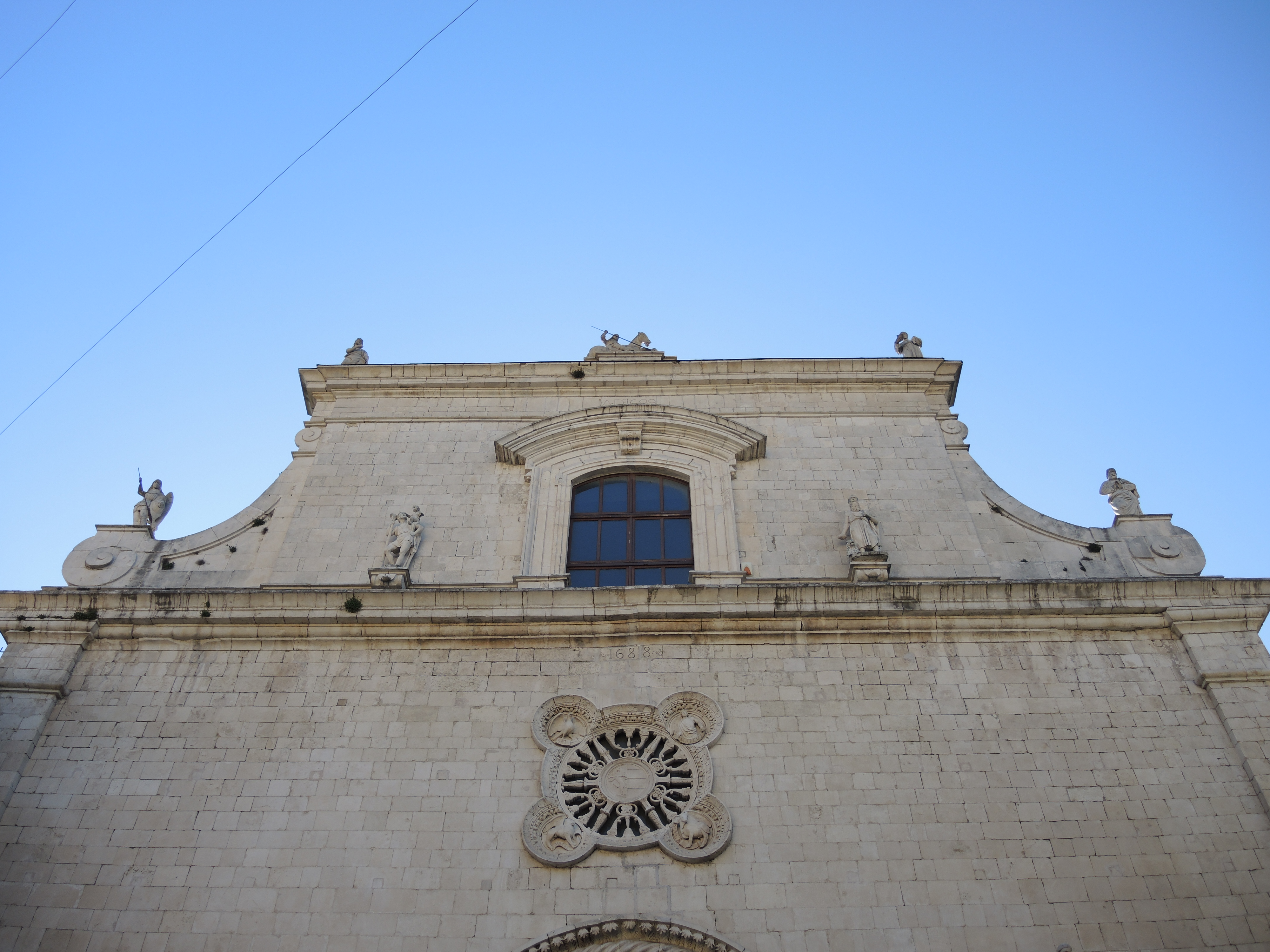
Particolare di San Giorgio a cavallo, sulla facciata
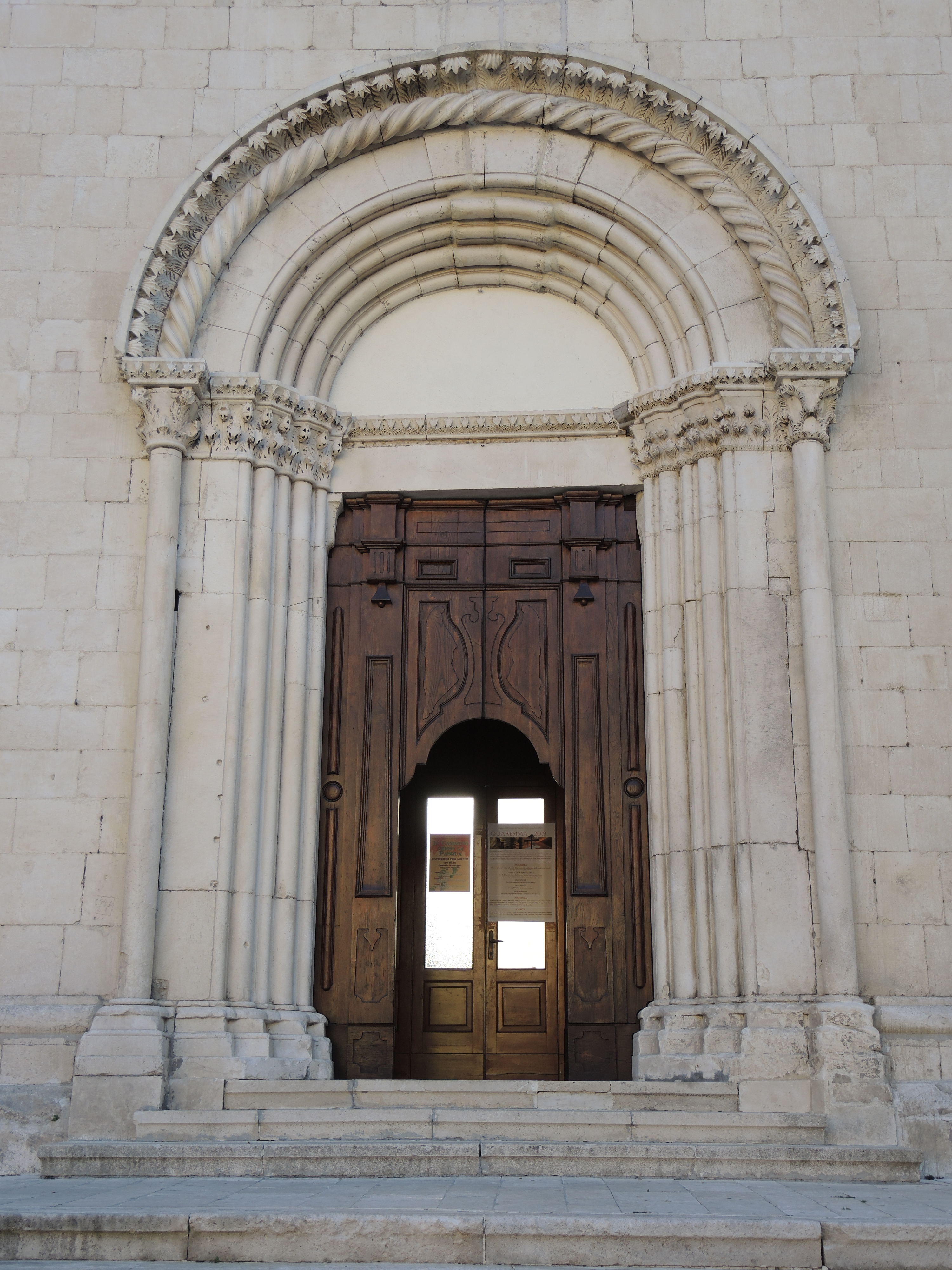
Portale
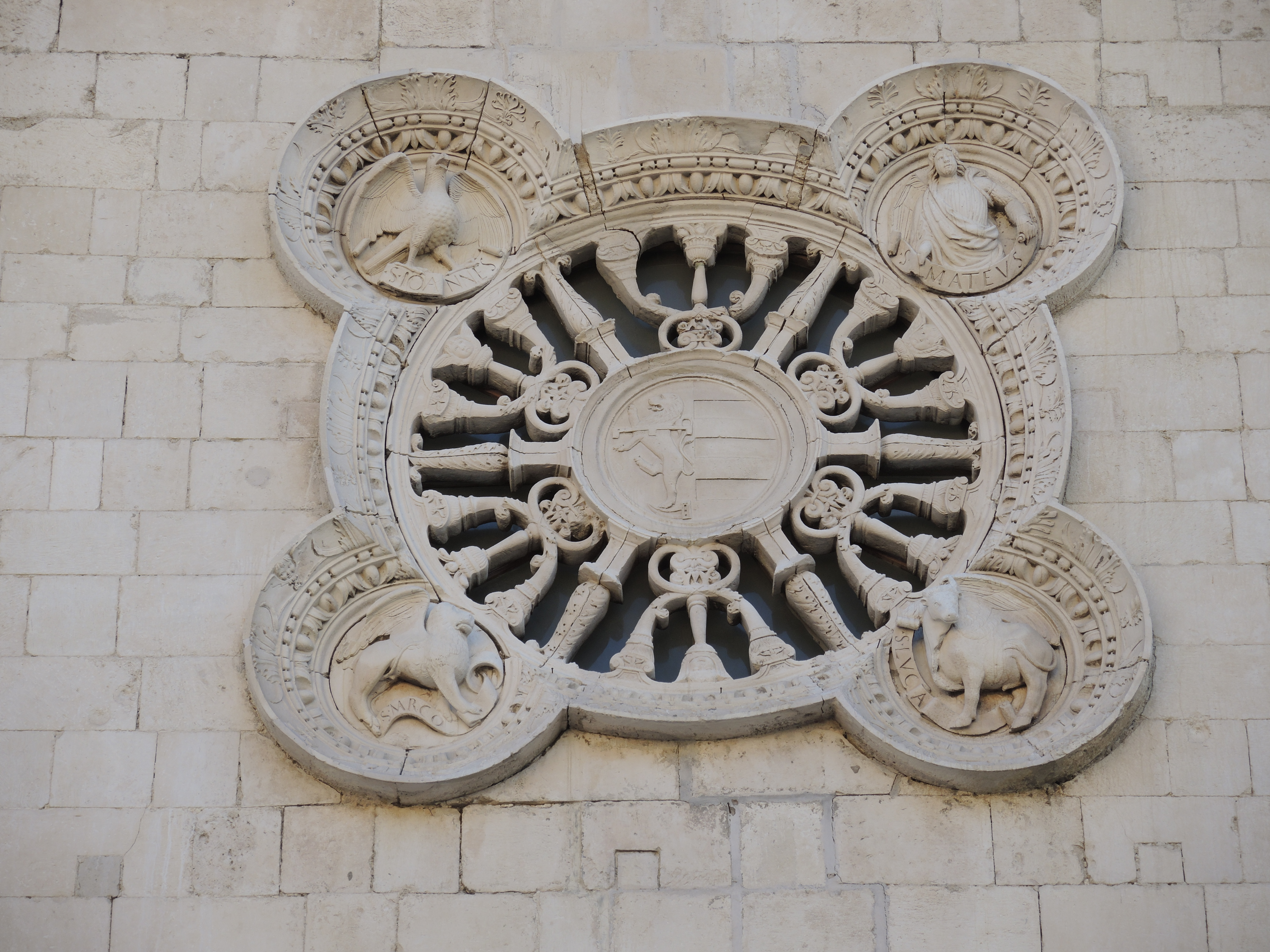
Il rosone
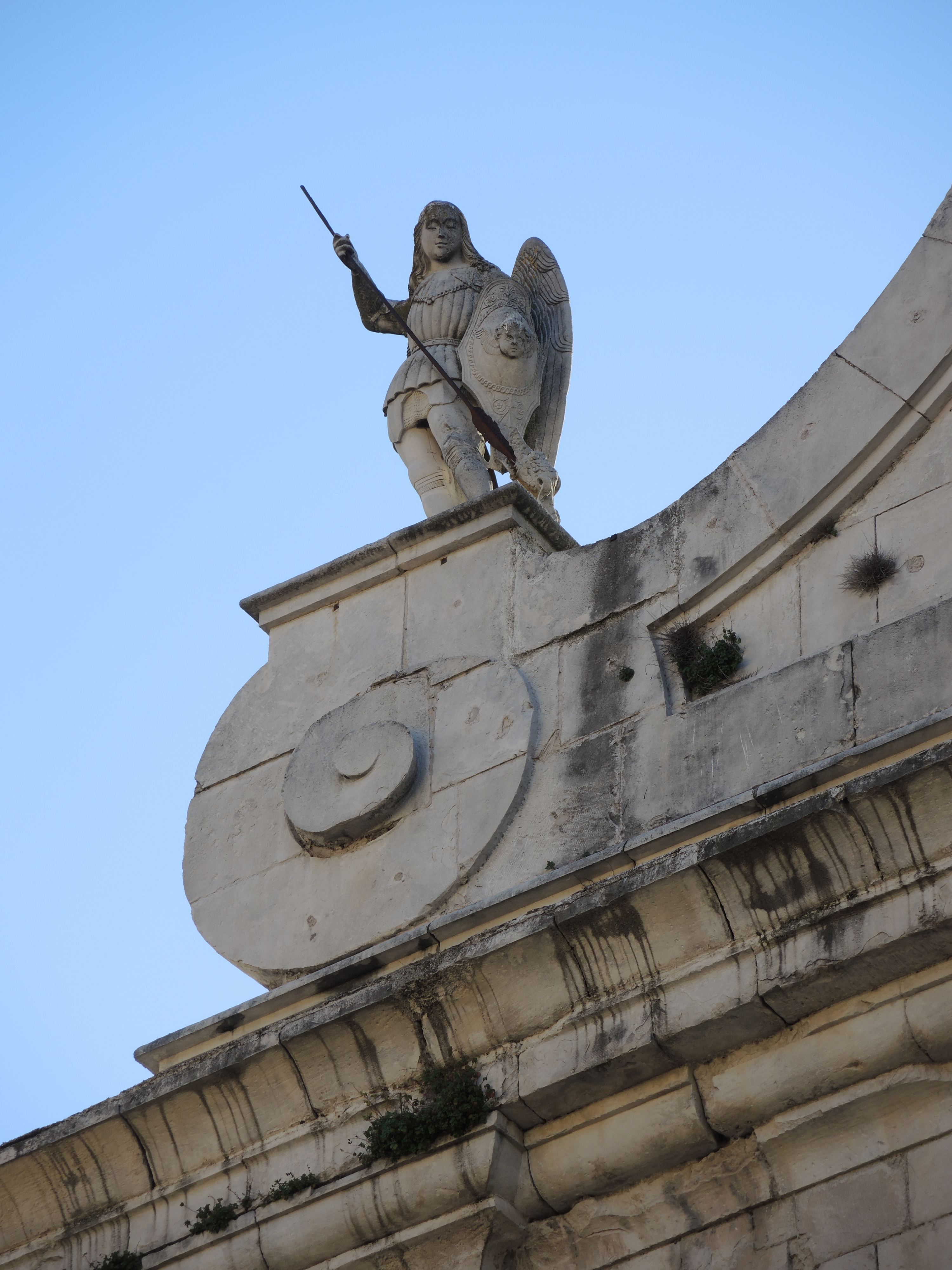
San Michele
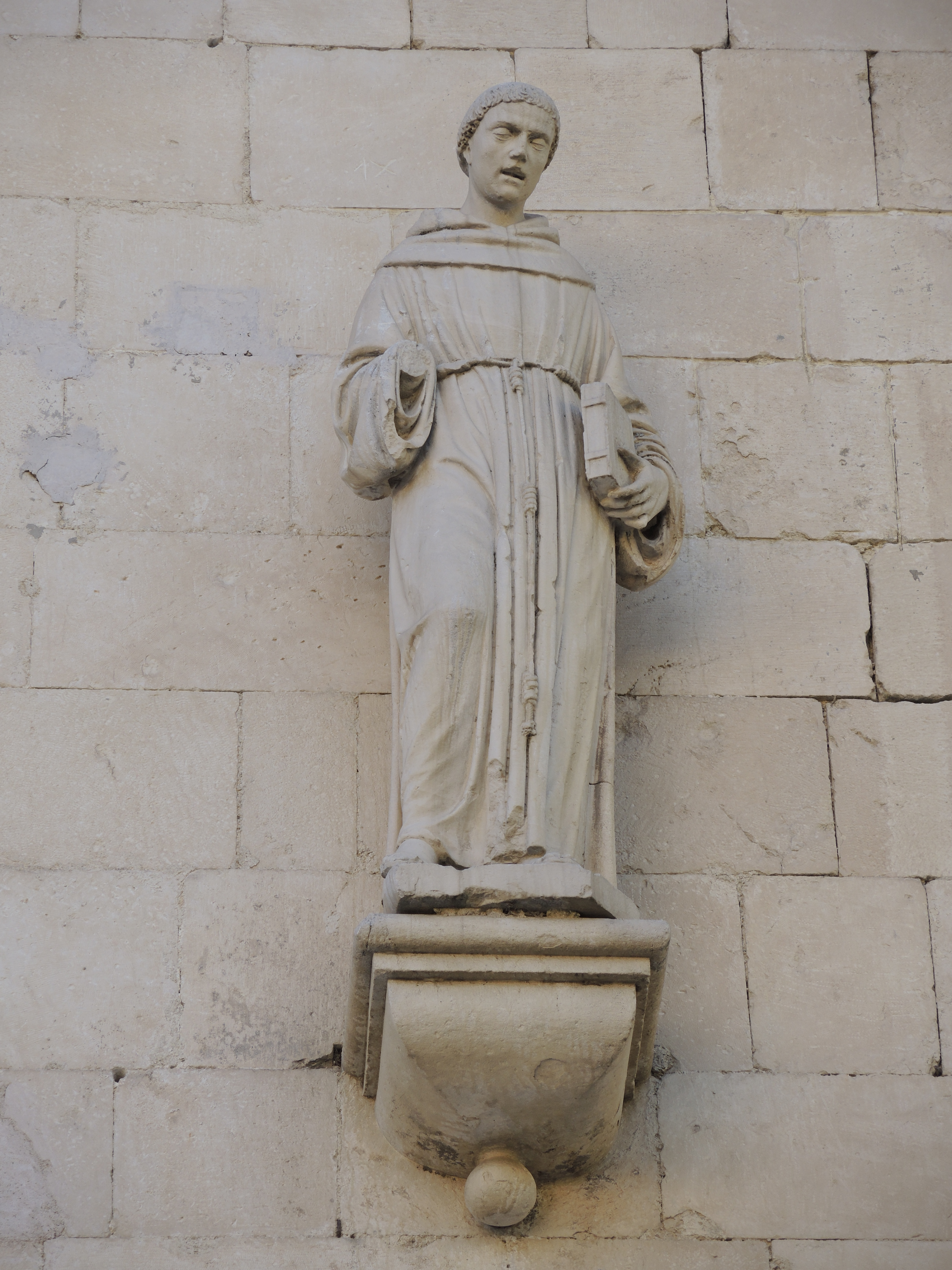
San Francesco
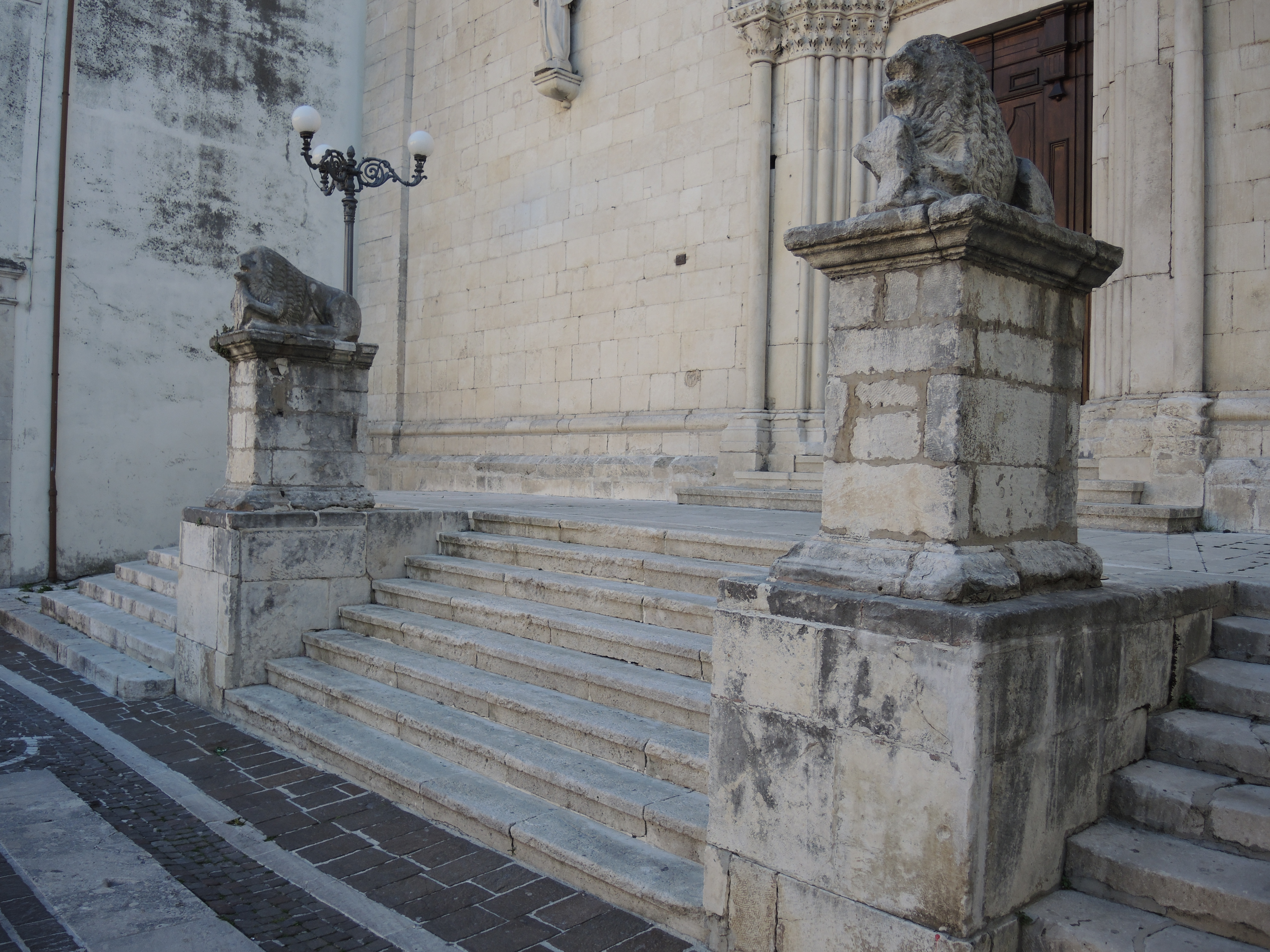
I leoni di ingresso
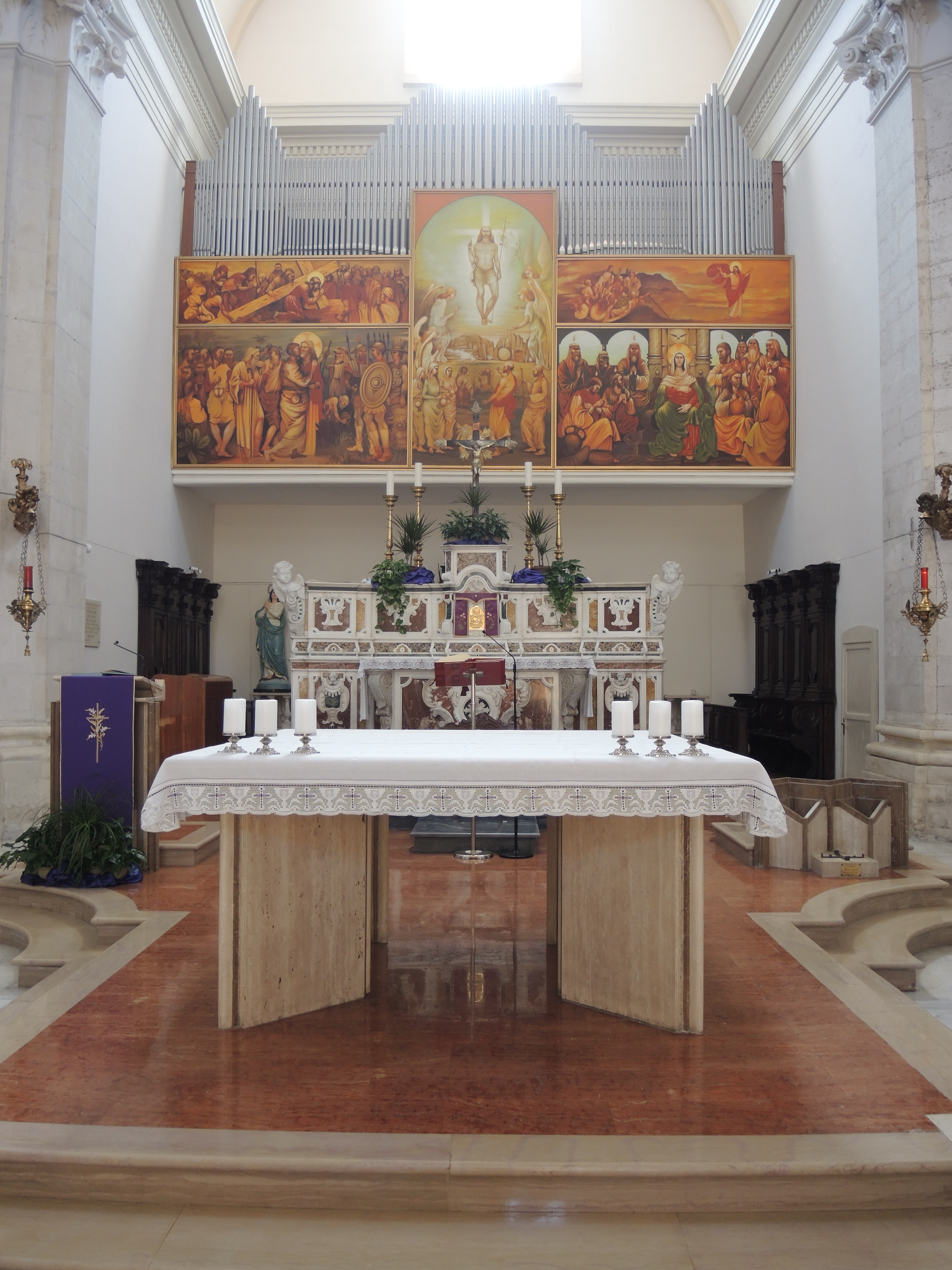
Interno, altare maggiore
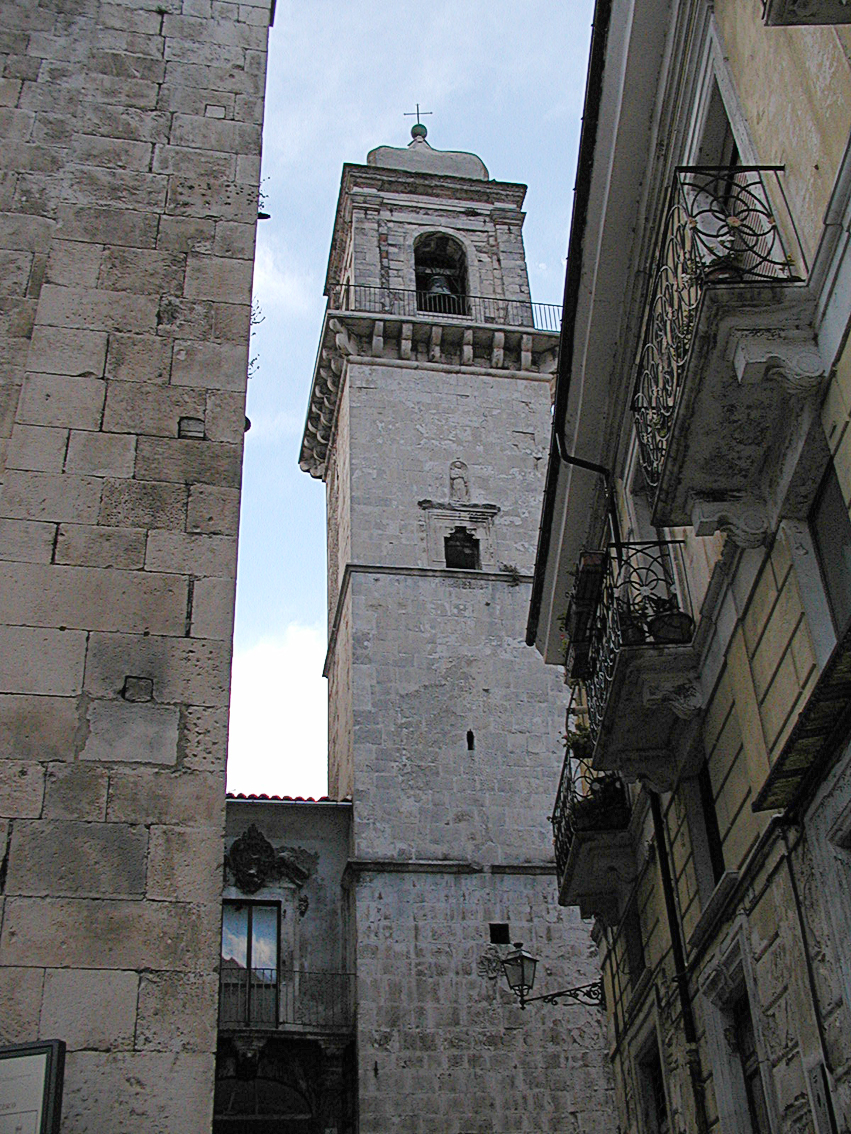
Campanile